# 北根
北根市是马来西亚彭亨州東部的一座城市，距离首府关丹约45公里，亦是彭亨蘇丹和王室成員所居住的皇城。当地以马来人占绝大多数，华裔居民约有一千名，其中一半于外地居住，浮罗马尼的再也加丁、那示及瓜拉彭亨为华裔较多的地区。

## 马哈迪到访
2018年2月28日，尽管遭到巫统北根市区部的恫言威胁，但前首相兼土著团结党会长马哈迪·莫哈末仍按照计划到访北根市，并强调他要说服北根市人民不要支持首相纳吉·阿都拉萨。